# Duca di San Gabrio
Il titolo di Duca di San Gabrio è stato un titolo nobiliare milanese che venne concesso da Carlo II di Spagna a Gabrio Giuseppe Serbelloni, discendente dell'omonima casata milanese, nel 1694. Dopo la morte di Gabrio Giuseppe, il titolo è stato consegnato a Giovanni Serbelloni.

## Duchi di San Gabrio e conti di Castiglione (1581-1918)

### Conti di Castiglione
- Giovanni Battista Serbelloni, I conte di Castiglione (figlio naturale del condottiero Gabrio Serbelloni)
- Giovanni Serbelloni, II conte di Castiglione
- Gabrio Serbelloni, III conte di Castiglione (1635-1712)

creato duca di San Gabrio

### Duchi di San Gabrio (1684)
- Gabrio Giuseppe Serbelloni, I duca di San Gabrio, III conte di Castiglione (1635-1712)
- Giovanni Serbelloni, II duca di San Gabrio, IV conte di Castiglione (1665-1732), figlio del precedente
- Gabrio Serbelloni, III duca di San Gabrio, V conte di Castiglione (1693-1774), figlio del precedente
- Gian Galeazzo Serbelloni, IV duca di San Gabrio, VI conte di Castiglione (1744-1802), figlio del precedente
- Alessandro Serbelloni, V duca di San Gabrio, VII conte di Castiglione (1745-1826), fratello del precedente
- Ferdinando Serbelloni, VI duca di San Gabrio, VIII conte di Castiglione (1779-1858), figlio del precedente
- Giuseppe Marco Serbelloni, VII duca di San Gabrio, IX conte di Castiglione (1792-1866), cugino del precedente
- Maria Serbelloni, VIII duchessa di San Gabrio, X contessa di Castiglione (1840-1916), figlia del precedente
- Giuseppe Crivelli-Serbelloni, IX duca di San Gabrio, XI conte di Castiglione (Madrid 1862 -  Bordighera 26 gennaio 1918), figlio della precedente